# 土山湾
土山湾是上海旧地名，位于徐家汇南部被填平前的肇嘉浜沿岸，占地约80亩。

## 地名由来
由1832至1837年间，江苏巡抚林则徐率民众疏浚蒲汇塘等河道堆集淤泥而形成高地，故得名「土山湾」，1836年林则徐自捐俸禄，责令上海县知县黄冕速办疏浚河塘一事，还成为一段佳话。

## 文化内涵
1840年，以法国耶稣会为主的大批外国传教士来到上海，在徐家汇建造天主堂、修道院、天文台、藏书楼、教会学校等，形成了上海天主教教务中心与天主教社区。

### 土山湾孤儿院
1864年，法国耶稣会在土山湾设立了土山湾孤儿院（法語：L' Orphelinat de T'ou-sè-wè），在抚养孤儿之余，还创办了土山湾孤儿工艺院，对绘画、雕塑、印刷、木刻、金工等艺术领域都有所涉及，很多新工艺都发源于此，土山湾对中国近代绘画、照相、印刷出版、海派雕刻等手工技艺有着深远的影响，被称为「中国西洋画的摇篮」，为近代中西方文化的交流产生了十分积极的作用，书画大师任伯年、刘海粟、徐悲鸿都曾在此任教。中国雕塑艺术奠基人张充仁、雕刻工艺大师徐宝庆均在土山湾开始了艺术启蒙。

### 土山湾现状
中华人民共和国成立后，土山湾孤儿工艺院于1960年关闭，孤儿院的各个工艺部门也在之前的公私合营中被一一拆分。土山湾的众多文化遗迹在文化大革命中遭受破坏，其历史价值长期不被重视。改革开放之后，特别是2000年代后，政府逐渐加强了对土山湾文化的研究与保护，开始着手建立土山湾博物馆，在2010年上海世博会召开期间的2010年6月12日正式开馆。